# 德里克 (亞利桑那州)
德里克（英語：Drake）是位於美國亞利桑那州亞瓦派縣的一個非建制地區。該地的面積和人口皆未知。

## 地理
德里克的坐標為34°58′34″N 112°22′34″W / 34.97611°N 112.37611°W，而該地的平均海拔高度為1420米（即4659英尺）。